# Griekenland op het Eurovisiesongfestival 2011

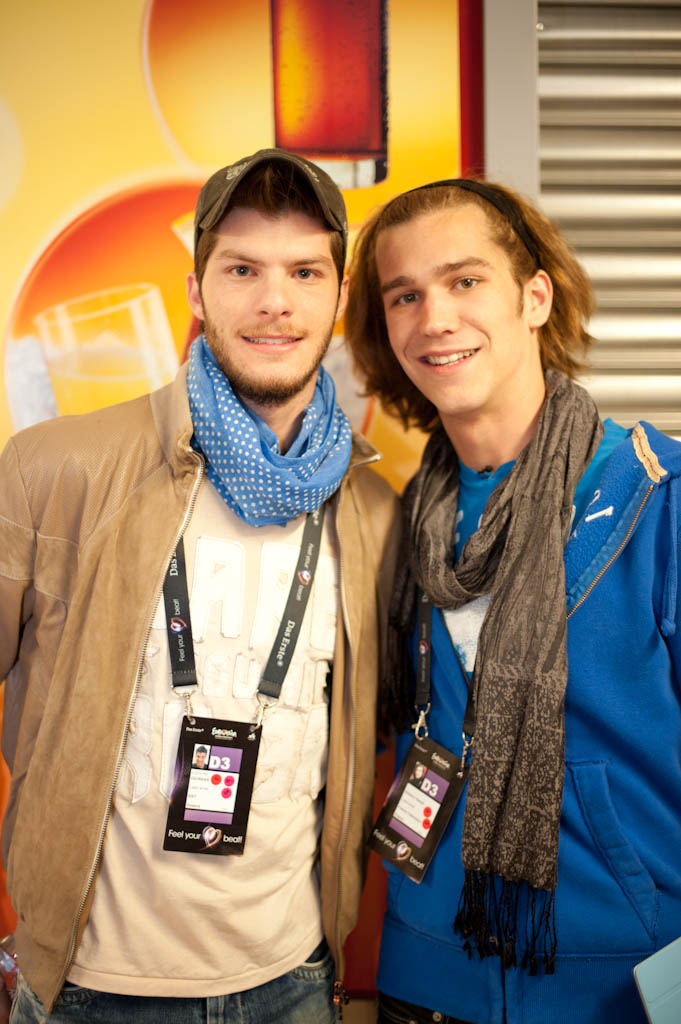
Loukas Giorkas (links) en de Franse kandidaat Amaury Vassili.

Griekenland nam deel aan het Eurovisiesongfestival 2011 in Düsseldorf, Duitsland. Het was de 32ste deelname van het land op het Eurovisiesongfestival. ERT was verantwoordelijk voor de Griekse bijdrage voor de editie van 2011.

## Selectieprocedure
Op 1 juni 2010 maakte de ERT bekend te zullen deelnemen aan het Eurovisiesongfestival van 2011. In januari 2011 gaf de Griekse openbare omroep meer uitleg over het verloop van de nationale preselectie. De namen van de zes artiesten die mochten deelnemen aan de nationale finale werden toen vrijgegeven. De show vond plaats op 2 maart 2011. De keuze van de Grieken viel op Loukas Giorkas feat. Stereo Mike met het nummer Watch my dance.

## Ellinikós Telikós 2011
2 maart 2011
| Volgorde | Artiest                          | Lied                  |
| -------- | -------------------------------- | --------------------- |
| 1        | Kokkina Halia                    | Come with me          |
| 2        | Valanto Trifonos                 | The time is now       |
| 3        | Trimitonio                       | Hamogela              |
| 4        | Antigoni Psihrami                | It's all Greek to me! |
| 5        | Loukas Giorkas feat. Stereo Mike | Watch my dance        |
| 6        | Nikki Ponte                      | I don't wanna dance   |

## In Düsseldorf
In Düsseldorf trad Griekenland aan in de eerste halve finale, op 10 mei. In die halve finale waren Loukas Giorkas en Stereo Mike als negentiende en laatste aan de beurt, na de inzending van Azerbeidzjan. Bij het openen van de enveloppen bleek dat Griekenland zich had geplaatst voor de finale. Na afloop van het festival zou blijken dat de Grieken hun halve finale zelfs hadden gewonnen, met 133 punten, elf meer dan Azerbeidzjan. In de finale was Griekenland als negende van 25 landen aan de beurt, na Estland en voor Rusland. Aan het einde van de puntentelling stonden de Grieken op de zevende plaats, met 120 punten. Van Cyprus kreeg de Griekse inzending de volle 12 punten. Azerbeidzjan, dat in de halve finale nog het onderspit moest delven voor Griekenland, won het festival.